# CKV Nieuwerkerk
CKV Nieuwerkerk is een Nederlandse korfbalvereniging uit Nieuwerkerk aan den IJssel. 

## Geschiedenis
In 1962 begon de nieuw opgerichte club met 2 korfbalteams binnen de christelijke korfbalbond, het CKB. In die tijd had de club nog geen clubhuis of kleedkamers. In 1964 verhuisde CKV Nieuwerkerk naar een terrein achter het Koningin Emmahof. In de jaren erna is nog een aantal verhuisd, maar in 2011 was de club gehuisvest in Sporthal de Kleine Vink.

## Niveau
In seizoen 2019-2020 speelde Nieuwerkerk in de zaalcompetitie in de Hoofdklasse. Aan het eind van de competitie stond de ploeg op een 2e plek, wat recht gaf op deelname in de play-offs met als inzet promotie naar de prestigieuze Korfbal League. De play-offs werden echter geannuleerd vanwege de COVID-19 maatregelen in Nederland. Via loting kon Nieuwerkerk echter alsnog kans maken op promotie naar de KL. Echter viel de loting uit in het nadeel van Nieuwerkerk.